# Døde i 2020
Døde i 2020 er en liste over notable personer, der er afgået ved døden i 2020. 

## Januar
| - Qassem Soleimani - Pilar de Borbón - Qaboos af Oman - Roger Scruton - Terry Jones - Pete Stark - Rob Rensenbrink - Kobe Bryant |

- 3. januar - Qassem Soleimani, generalmajor i den iranske Revolutionsgarde (født 1957).[1]
- 5. januar - Guri Ingebrigtsen, norsk læge og politiker (født 1952).[2]
- 5. januar - Hans Tilkowski, tysk fodboldspiller og -træner (født 1935).[3]
- 7. januar - Elizabeth Wurtzel, amerikansk forfatter og journalist (født 1967).[4]
- 8. januar - Pilar de Borbón, spansk prinsesse (født 1936).[5]
- 10. januar - Qaboos af Oman, sultan af Oman (født 1940).[6]
- 11. januar - Tom Belsø, dansk racerkører og forretningsmand (født 1942).[7]
- 12. januar - Roger Scruton, britisk filosof og samfundsdebattør (født 1944).[8]
- 13. januar - Tony Vejslev, dansk komponist, visesanger og overlærer (født 1926).[9]
- 15. januar - Christopher Tolkien, engelsk forfatter og redaktør (født 1924).[10]
- 17. januar - Khagendra Thapa Magar, verdens mindste mand (født 1992).[11]
- 18. januar - Claudio Roditi, brasiliansk jazzmusiker (født 1946).[12]
- 19. januar - Shin Kyuk-ho, grundlæggeren af det koreanske forretningskonglomerat Lotte Corporation. (født 1921).[13]
- 19. januar - Jimmy Heath, amerikansk jazzmusiker (født 1926).[14]
- 21. januar - Terry Jones, walisisk skuespiller og komiker (født 1942).[15]
- 23. januar - Alfred Körner, østrigsk fodboldspiller (født 1926).[16]
- 23. januar - Lis Noer, dansk politiker (født 1930).[17]
- 24. januar - Pete Stark, amerikansk politiker (født 1931).[18]
- 24. januar - Rob Rensenbrink, hollandsk fodboldspiller (født 1947).[19]
- 24. januar - Sean Reinert, amerikansk trommeslager (født 1971).[20]
- 26. januar - Kobe Bryant, amerikansk basketballspiller (født 1978).[21]
- 29. januar - Qasim al-Rimi, al-Qaida's emir på den arabiske halvø (født 1978).[22]
- 31. januar - César Zabala, paraguayansk fodboldspiller (født 1961).[23]

## Februar
| - Daniel arap Moi - Kirk Douglas - Li Wenliang - Robert Conrad - Søren Spanning - Pop Smoke - Olof Thunberg - Hosni Mubarak - Freeman Dyson |

- 2. februar - Ivan Kral, tjekkisk sangskriver, musiker og instruktør (født 1948).[24]
- 4. februar - Daniel arap Moi, kenyansk politiker (født 1924).[25]
- 5. februar - Kirk Douglas, amerikansk skuespiller (født 1916).[26]
- 7. februar - Søren Christensen, dansk chefredaktør (født 1976).[27]
- 7. februar - Jørgen E. Larsen, dansk fodboldspiller og -træner (født 1945).[28]
- 7. februar - Li Wenliang, kinesisk øjenlæge (født 1985).[29]
- 8. februar - Robert Conrad, amerikansk skuespiller (født 1935).[30]
- 9. februar - Sergej Slonimskij, russisk komponist og pianist (født 1932).[31]
- 10. februar - Lyle Mays, amerikansk pianist og komponist (født 1953).[32]
- 12. februar - Søren Spanning, dansk skuespiller (født 1951).[33]
- 12. februar - Geert Hofstede, hollandsk socialpsykolog (født 1928).[34]
- 13. februar - Karel Neffe, tjekkisk tidligere roer (født 1948).[35]
- 16. februar - Harry Gregg, nordirsk fodboldspiller (født 1932).[36]
- 17. februar - Larry Tesler, amerikansk datalog (født 1945).[37]
- 17. februar - Jens Bjerre, dansk eventyrer og forfatter (født 1921).[38]
- 18. februar - Jon Christensen, norsk jazztrommeslager (født 1943).[39]
- 19. februar - Pop Smoke, amerikansk rapper (født 1999).[40]
- 24. februar - Jahn Teigen, norsk sanger og musiker (født 1949).[41]
- 24. februar - Olof Thunberg, svensk skuespiller og instruktør (født 1925).[42]
- 24. februar - Clive Cussler, amerikansk forfatter (født 1931).[43]
- 25. februar - Hosni Mubarak, egyptisk præsident (født 1928).[44]
- 26. februar - Mogens Vemmer, dansk tv-producer (født 1935).[45]
- 26. februar - Nexhmije Hoxha - albansk kommunistisk politiker og enke efter Enver Hoxha (født 1921).[46]
- 27. februar - Valdir Espinosa, brasiliansk fodboldspiller og -træner (født 1947).[47]
- 28. februar - Freeman Dyson, engelsk-født amerikansk fysiker og matematiker (født 1923).[48]
- 28. februar - Benito Scocozza, dansk historiker (født 1935).[49]

## Marts
| - Jack Welch - Nicolas Portal - Javier Pérez de Cuéllar - Max von Sydow - Richard K. Guy - Genesis P-Orridge - Kenny Rogers - Albert Uderzo - Philip Warren Anderson |

- 1. marts - Jack Welch, amerikansk topchef (født 1935).[50]
- 3. marts - Nicolas Portal, fransk cykelrytter og sportsdirektør (født 1979).[51]
- 4. marts - Javier Pérez de Cuéllar, peruviansk FN-sekretær (født 1920).[52]
- 5. marts - Ole Michelsen, dansk kulturjournalist og forfatter (født 1940).[53]
- 6. marts - Ann-Marie Berglund, svensk forfatter (født 1952).[54]
- 7. marts - Jair Marinho, brasiliansk fodboldspiller (født 1936).[55]
- 8. marts - Max von Sydow, svensk skuespiller og filminstruktør (født 1929).[56]
- 9. marts - Richard K. Guy, britisk matematiker (født 1916).[57]
- 11. marts - Charles Wuorinen, amerikansk komponist (født 1938).[58]
- 14. marts - René Follet, belgisk tegneserieskaber og illustrator (født 1931).[59]
- 14. marts - Genesis P-Orridge, engelsk musiker og performancekunstner (født 1950).[60]
- 16. marts - Karen Thisted, dansk journalist (født 1946).[61]
- 16. marts - Stuart Whitman, amerikansk skuespiller (født 1928).[62]
- 17. marts - Betty Williams, nordirsk fredsforkæmper (født 1943).[63]
- 19. marts - Hans-Wiggo Knudsen, dansk kajakroer og bygningskonstruktør (født 1944).[64]
- 20. marts - Kenny Rogers, amerikansk sanger (født 1938).[65]
- 20. marts - Vladimír Zábrodský, tjekkisk ishockeyspiller (født 1923).[66]
- 24. marts - Albert Uderzo, fransk-italiensk tegneserieskaber (født 1927).[67]
- 26. marts - Michel Hidalgo, fransk fodboldspiller og -træner (født 1933).[68][69]
- 27. marts - Jesper Dahl Caruso, dansk journalist og redaktør (født 1964).[70]
- 29. marts - Philip Warren Anderson, amerikansk fysiker (født 1923).[71]
- 30. marts – Bill Withers, amerikansk soulsanger (født 1938).[72][73][74]
- 31. marts - Wallace Roney, amerikansk trompetist (født 1960).[75]

## April
| - Oskar Fischer - Honor Blackman - Stirling Moss - Peter Bonetti - Lee Konitz - Brian Dennehy - Paul O'Neill - Per Olov Enquist - Maj Sjöwall - Yahya Hassan |

- 2. april - Oskar Fischer, tysk politiker og udenrigsminister (født 1923).[76]
- 2. april - Gregorio Benito, spansk fodboldspiller (født 1946).[77]
- 3. april - Eric Verdonk, newzealandsk roer (født 1959).[78]
- 4. april - Alexander Senning, tysk-dansk kemiker (født 1936).[79]
- 5. april - Margaret Burbidge, engelsk astrofysiker (født 1919).[80]
- 5. april - Honor Blackman, engelsk skuespillerinde (født 1925).[81]
- 11. april - Bo Christensen, dansk filmproducent (født 1937).[82]
- 11. april – John Horton Conway, engelsk matematiker (født 1937).[83]
- 12. april - Stirling Moss, engelsk racerkører (født 1929).[84]
- 12. april - Peter Bonetti, engelsk fodboldspiller (født 1941).[85]
- 15. april - Lee Konitz, amerikansk altsaxofonist (født 1927).[86]
- 15. april - Brian Dennehy, amerikansk skuespiller (født 1938).[87]
- 17. april - Norman Hunter, engelsk fodboldspiller (født 1943).[88]
- 18. april - Paul O'Neill, amerikansk forretningsmand og politiker (født 1935).[89]
- 19. april - Cecil Bødker, dansk forfatter (født 1927).[90]
- 21. april - Abdurrahim El-Keib, libysk politiker og premierminister (født 1950).[91]
- 21. april - Florian Schneider, tysk musiker (født 1947).[92]
- 22. april - Shirley Knight, amerikansk skuespiller (født 1936).[93]
- 25. april - Per Olov Enquist, svensk forfatter (født 1934).[94]
- 29. april - Maj Sjöwall, svensk forfatter og journalist (født 1935).[95]
- 29. april - Trevor Cherry, engelsk fodboldspiller (født 1948).[96]
- 29. april - Jānis Lūsis, lettisk spydkaster og OL-vinder (født 1939).[97]
- 29. april - Yahya Hassan, dansk digter (født 1995).[98]

## Maj
| - Little Richard - Jerry Stiller - Michel Piccoli - Jerry Sloan - Vadão - Christo |

- 4. maj - Michael McClure, amerikansk digter og dramatiker (født 1932).[99]
- 8. maj - Roy Horn, tysk-amerikansk tryllekunstner (født 1944).[100]
- 8. maj - Anton Kontra, ungarsk-dansk violinist (født 1932).[101]
- 9. maj - Little Richard, amerikansk rockmusiker (født 1932).[102]
- 10. maj - Mare Vint, estisk grafiker (født 1942).[103]
- 11. maj - Jerry Stiller, amerikansk skuespiller og komiker (født 1927).[104]
- 11. maj - Thorkild Grosbøll, dansk præst (født 1948).[105]
- 11. maj - Carl Th. Pedersen, dansk kemiker (født 1935).[106]
- 12. maj - Astrid Kirchherr, tysk fotograf og kunstner (født 1938).[107]
- 12. maj - Michel Piccoli, fransk skuespiller (født 1925).[108]
- 16. maj - Per Søndergaard Pedersen, dansk erhvervsmand (født 1954).[109]
- 22. maj - Jerry Sloan, amerikansk basketballspiller og træner (født 1942).[110]
- 24. maj - Jimmy Cobb, amerikansk jazztrommeslager (født 1929).[111]
- 25. maj - Vadão, brasiliansk fodboldspiller og træner (født 1956).[112]
- 27. maj - Niels Martin Carlsen, dansk skuespiller og vognmand (født 1951).[113]
- 30. maj - Roger Decock, belgisk cykelrytter (født 1927).[114]
- 31. maj - Christo, bulgarskfødt kunstner (født 1935).[115]
- 31. maj - Kjeld Wennick, dansk sanger (født 1944).[116]

## Juni
| - Pierre Nkurunziza - Vera Lynn - Ian Holm - Carlos Ruiz Zafón - Joel Schumacher - Carl Reiner |

- 2. juni - Ole Andersen, dansk erhvervsmand (født 1956).[117][118][119]
- 2. juni - Peder Christoffersen, dansk forfatter og journalist (født 1942).[120][121]
- 2. juni - Wes Unseld, amerikansk basketballspiller (født 1946)[122]
- 8. juni - Tony Dunne, irsk fodboldspiller (født 1941).[123]
- 8. juni - Pierre Nkurunziza, burundisk politiker og præsident (født 1964).[124]
- 10. juni - Hans Cieslarczyk, tysk fodboldspiller (født 1937).[125]
- 16. juni - Knut Bohwim, norsk skuespiller og instruktør (født 1931).[126]
- 18. juni - Vera Lynn, britisk sangerinde (født 1917).[127]
- 19. juni - Ian Holm, britisk skuespiller (født 1931).[128]
- 19. juni - Carlos Ruiz Zafón, spansk forfatter (født 1964).[129]
- 22. juni - Joel Schumacher, amerikansk filminstruktør (født 1939).[130]
- 29. juni - Carl Reiner, amerikansk filminstruktør og skuespiller (født 1922).[131]

## Juli
| - Låsby-Svendsen - Ennio Morricone - Jack Charlton - Zindzi Mandela - Grant Imahara - John Lewis - Silvio Marzolini - Lone Dybkjær - Benjamin Mkapa - Olivia de Havilland - Erik Münster - Herman Cain |

- 3. juli - Låsby-Svendsen, dansk handelsmand (født 1929).[132]
- 6. juli - Ennio Morricone, italiensk komponist (født 1928).[133]
- 6. juli - Ronald Graham, amerikansk matematiker (født 1935).[134]
- 7. juli - Troels Jensen, dansk bluesmusiker (født 1946).[135]
- 8. juli - Naya Rivera, amerikansk skuespiller (født 1987).[136]
- 9. juli - Park Won-soon, sydkoreansk politiker (født 1956).[137]
- 10. juli - Jack Charlton, engelsk fodboldspiller og -træner (født 1935).[138]
- 12. juli - Kelly Preston, amerikansk model og skuespiller (født 1962).[139]
- 13. juli - Zindzi Mandela, sydafrikansk diplomat (født 1960).[140]
- 13. juli - Grant Imahara, amerikansk elektroingeniør (født 1970).[141]
- 17. juli - John Lewis, amerikansk politiker og borgerrettighedsforkæmper (født 1940).[142]
- 17. juli - Silvio Marzolini, argentinsk fodboldspiller (født 1940).[143]
- 19. juli - Biri Biri, gambiansk fodboldspiller (født 1948).[144]
- 20. juli - Lone Dybkjær, dansk politiker, minister og statsministerfrue (født 1940).[145]
- 24. juli - Benjamin Mkapa, tanzaniansk politiker (født 1938).[146]
- 25. juli - Peter Green, britisk musiker (født 1946).[147]
- 26. juli - Olivia de Havilland, amerikansk skuespillerinde (født 1916).[148]
- 26. juli - Hans-Jochen Vogel, tysk politiker (født 1926).[149]
- 27. juli - Erik Münster, dansk læge og forfatter (født 1930).[150]
- 28. juli - Bent Fabricius-Bjerre, dansk komponist (født 1924).[151][152]
- 30. juli - Herman Cain, amerikansk forretningsmand og republikansk politiker (født 1945).[153]
- 30. juli - Lee Teng-hui, taiwanesisk politiker og præsident (født 1923).[154]
- 31. juli - Alan Parker, britisk filminstruktør og -producent (født 1944).[155]

## August
| - Wilford Brimley - John Hume - Erik Allardt - Chadwick Boseman - Pranab Mukherjee |

- 1. august - Wilford Brimley, amerikansk skuespiller (født 1934).[156]
- 3. august - John Hume, nordirsk politiker og modtager af Nobels fredspris (født 1937).[157]
- 5. august - Agathonas Iakovidis, græsk sanger (født 1955).[158]
- 9. august - Kamala, amerikansk wrestler (født 1950).[159]
- 9. august - Martin Birch, britisk musikproducer (født 1948).[160]
- 9. august - Søren Jens Johansson, dansk atlet (født 1971) [161]
- 11. august - Göran Forsmark, svensk skuespiller (født 1955).[162]
- 14. august - Tom Forsyth, skotsk fodboldspiller og manager (født 1949).[163]
- 21. august - Tomasz Tomiak, polsk roer (født 1967).[164]
- 22. august - Ulla Pia, dansk sangerinde (født 1945).[165]
- 25. august - Erik Allardt, finsk sociolog (født 1925).[166]
- 28. august - Chadwick Boseman, amerikansk skuespiller (født 1976).[167]
- 29. august - Johnny Vang-Lauridsen, dansk erhvervsleder, kendt som “ Margarinedronningen” (født 1934).[168]
- 31. august - Pranab Mukherjee, indisk politiker og præsident fra 2012-2017 (født 1935).[169]
- 31. august - Bent Vejlby, dansk skuespiller (født 1924).[170]

## September
| - David Graeber - Gary Peacock - Anita Lindblom - Diana Rigg - Ruth Bader Ginsburg - Agne Simonsson - Juliette Gréco - Pia Juul |

- 2. september - Khang Khek Ieu ("Duch"), cambodjansk leder af koncentrationslejr og dømt for forbrydelser mod menneskeheden (født 1942).[171]
- 2. september - David Graeber, amerikansk forfatter, antropolog og anarkist (født 1961).[172]
- 4. september - Carl-Henning Wijkmark, svensk forfatter og samfundsdebattør (født 1934).[173]
- 5. september - Gary Peacock, amerikansk kontrabassist (født 1935).[174]
- 6. september - Sonia Maria Sander, dansk skuespillerinde (født 1959).[175]
- 6. september - Vaughan Jones, newzealandsk matematiker (født 1952).[176]
- 6. september - Anita Lindblom, svensk sangerinde og skuespillerinde (født 1937).[177] [178]
- 10. september - Diana Rigg, engelsk skuespillerinde (født 1938).[179]
- 11. september - Christian Poncelet, fransk politiker (født 1928).[180]
- 13. september - Lars Idermark, svensk erhvervleder (født 1957).[181]
- 18. september - Ruth Bader Ginsburg, amerikansk højesteretsdommer (født 1933).[182]
- 19. september - Lee Kerslake, trommeslager fra bl.a. Uriah Heep (født 1947).[183]
- 21. september - Michael Lonsdale, fransk skuespiller (født 1931).[184]
- 21. september - Sherpa Ang Rita, nepalesisk bjergbestiger (sherpa) (født 1948).
- 21. september - Jackie Stallone, amerikansk astrolog m.v. og mor til flere skuespillere (født 1921).
- 22. september - Agne Simonsson, svensk fodboldspiller og -træner (født 1935).[185]
- 23. september - Juliette Gréco, fransk skuespillerinde og sangerinde (født 1927).[186]
- 24. september - Jan Sneum, dansk musikjournalist (født 1945).[187]
- 28. september - Frédéric Devreese, belgisk komponist (født 1929).[188]
- 29. september - Rocco Prestia, amerikansk bassist (født 1951).[189]
- 29. september - Helen Reddy, australsk-amerikansk sanger, skuespiller og aktivist (født 1941).[190]
- 30. september - Pia Juul, dansk forfatter (født 1962).[191]

## Oktober
| - Eddie Van Halen - Mario J. Molina - Diane Di Prima - Izzat Ibrahim ad-Douri - Sean Connery - MF Doom |

- 1. oktober - Heinrich Duholm, dansk atletikleder (født 1929).[192]
- 1. oktober - Wivi Leth, dansk børnebogsforfatter (født 1941).[193]
- 2. oktober - Frans Rasmussen, dansk dirigent (født 1944).[194]
- 4. oktober - Kenzō Takada, japansk-fransk modeskaber (født 1939).[195]
- 6. oktober - Eddie Van Halen, hollandsk-amerikansk guitarist (født 1955).[196]
- 6. oktober - Johnny Nash, amerikansk sanger-sangskriver (født 1940).[197]
- 7. oktober - Mario J. Molina, mexicansk kemiker (født 1943).[198]
- 10. oktober - Christian Thodberg, dansk præst og kongelig konfessionarius (født 1929).[199]
- 11. oktober - Ângelo Martins, portugisisk fodboldspiller (født 1930).
- 11. oktober - Joe Morgan, amerikansk professionel baseballspiller (født 1943).
- 12. oktober - Roberta Wright McCain, amerikansk oliearving og jetsetter (født 1912).[200]
- 15. oktober - Arnannguaq Høegh, grønlandsk billedkunstner (født 1956).
- 20. oktober - Bruno Martini, fransk fodboldspiller (født 1962).[201]
- 20. oktober - Jørgen William Ahlefeldt-Laurvig, dansk kammerherre, kunsthistorisk forfatter og godsejer (født 1924).[202]
- 23. oktober - Ebbe Skovdahl, dansk fodboldspiller og -træner (født 1945).[203]
- 23. oktober - Steen Langebæk, dansk landsretssagfører og erhvervsleder (født 1927).[204]
- 25. oktober - Diane Di Prima, amerikansk digter (født 1934).[205]
- 26. oktober - Izzat Ibrahim ad-Douri, irakisk politiker og vicepræsident (født 1942).[206]
- 29. oktober - Alexander Vedernikov, russisk dirigent (født 1964).[207]
- 30. oktober - Nobby Stiles, engelsk fodboldspiller og VM-vinder (født 1942).[208]
- 31. oktober - Sean Connery, skotsk skuespiller (født 1930).[209]
- 31. oktober - MF Doom, amerikansk rapper (født 1971).[210]

## November
| - Jim Marurai - Alex Trebek - Michael Bundesen - Sven Wollter - Masatoshi Koshiba - Ray Clemence - Pim Doesburg - Tandja Mamadou - Diego Maradona - David Prowse - Mohsen Fakhrizadeh |

- 2. november - Baron Wolman, amerikansk fotograf og forfatter (født 1937).[211]
- 4. november - Jim Marurai, politiker og tidligere ministerpræsident fra Cook-øerne (født 1947).[212]
- 4. november - Ken Hensley, keyboardspiller, guitarist, sanger og sangskriver fra bl.a. Uriah Heep (født 1945).[213]
- 8. november - Alex Trebek, canadisk-amerikansk tv-vært (født 1940).[214]
- 8. november - Michael Bundesen, dansk sanger og sangskriver (født 1949).[215]
- 9. november - Tom Heinsohn, amerikansk basketballspiller (født 1934).
- 10. november - Amadou Toumani Touré, maliansk politiker og præsident (født 1948).[216]
- 10. november - Sven Wollter, svensk skuespiller (født 1934).[217]
- 12. november - Albert Quixall, engelsk fodboldspiller (født 1933).[218]
- 12. november - Poul Martinsen, dansk journalist og dokumentarfilminstruktør (født 1934).[219]
- 12. november - Masatoshi Koshiba, japansk fysiker (født 1926).[220]
- 13. november - Peter Sutcliffe, engelsk seriemorder (født 1946).[221]
- 15. november - Ray Clemence, engelsk fodboldspiller (født 1948).[222]
- 16. november - Campbell Forsyth, skotsk fodboldmålmand (født 1934).[223]
- 17. november - Rita Angela, dansk skuespillerinde (født 1933).[224]
- 17. november - Pim Doesburg, hollandsk fodboldmålmand (født 1943).[225]
- 18. november - Adam Musiał, polsk fodboldspiller (født 1948).[226]
- 21. november - Jens Sørensen, dansk cykeltrytter (født 1941).[227]
- 22. november - Maurice Setters, engelsk fodboldspiller (født 1936).[228]
- 24. november - Tandja Mamadou, tidligere nigersk præsident (født 1938).[229]
- 24. november - Pencho Stojanov, bulgarsk komponist (født 1931).
- 24. november - Vasilij Jakusja, hviderussisk roer og OL-vinder (født 1958).[230]
- 25. november - Diego Maradona, argentinsk fodboldspiller (født 1960).[231]
- 27. november - Mohsen Fakhrizadeh, iransk højtstående embedsmand i Irans nukleare program (født 1958).[232]
- 28. november - David Prowse, engelsk skuespiller (født 1935).[233]
- 29. november - Papa Bouba Diop, senegalesisk fodboldspiller (født 1978).[234]

## December
| - Valéry Giscard d'Estaing - Alejandro Sabella - Paolo Rossi - James Flynn - John le Carré - Gérard Houllier - Jeremy Bulloch - Tommy Docherty |

- 1. december - Evald Krog, grundlægger af Muskelsvindfonden (født 1944).
- 2. december - Valéry Giscard d'Estaing, fransk præsident (født 1926).
- 3. december - Kaj Ikast, dansk konservativ politiker og minister (født 1935).
- 4. december - Ole Espersen, dansk socialdemokratisk politiker og minister (født 1934).
- 6. december - Tabaré Vázquez, uruguayansk politiker og præsident (født 1940).
- 7. december - Chuck Yeager, amerikansk jager- og testpilot (født 1923).
- 7. december - Torben Brostrøm, dansk redaktør og forfatter (født 1927).[235]
- 8. december - Klaus Pagh, dansk skuespiller og teaterdirektør (født 1935).[236]
- 8. december - Alejandro Sabella, argentinsk fodboldspiller og -træner (født 1954).[237]
- 9. december - Paolo Rossi, italiensk fodboldspiller og VM-vinder (født 1956).[238]
- 10. december - Tom Lister, Jr., amerikansk skuespiller og wrestler (født 1958).[239]
- 10. december - Karla Lindholm Jensen, hidtil længstlevende dansker (født 1908).[240][241]
- 11. december - James Flynn, new zealandsk professor (født 1934).[242]
- 12. december - John le Carré, britisk forfatter (født 1931).[243]
- 13. december - James McLane, amerikansk svømmer (født 1930).
- 14. december - Gérard Houllier, fransk fodboldtræner (født 1947).[244]
- 14. december - Günter Sawitzki, tysk fodboldspiller (født 1932).
- 14. december - Brita Wielopolska, dansk filminstruktør (født 1951).[245]
- 15. december - Zoltan Sabo, serbisk fodboldspiller (født 1972).
- 17. december - Jeremy Bulloch, engelsk skuespiller (født 1945).[246]
- 17. december - Flemming Hvidtfeldt, dansk journalist og chefredaktør (født 1954).[247]
- 21. december - Evan Jensen, dansk politiker (født 1930).[248]
- 22. december - Joachim Bäse, tysk fodboldspiller (født 1939).
- 22. december - Leslie West, amerikansk rockguitarist og sanger (født 1945).
- 22. december - Jørgen Sverker Nilsson, dansk officer (født 1938).[249]
- 26. december - George Blake, britisk spion (født 1922).[250]
- 29. december - Pierre Cardin, fransk modeskaber (født 1922).[251]
- 30. december - Svend Bjerg, dansk teolog (født 1942).[252]
- 31. december - Tommy Docherty, skotsk fodboldspiller og -manager (født 1928).[253]